# Gare de Wuchang
La gare de Wuchang est une gare ferroviaire chinoise situé à Wuhan. Elle a ouvert en 1916, et a été déplacé plusieurs fois jusqu'en 1957.